# 王離
王離（？—前208年？），秦末军事人物。以参与鉅鹿之战而闻名。

## 家世
秦国大將王翦之孫，王賁之子。

## 生平
始皇统一时封武成侯。秦始皇帝二十八年，东巡至琅邪与其父贲均从与议于海上诵皇帝功德刻于金石。蒙恬北逐匈奴时为裨将居上郡。二世三年，囚杀蒙恬以其军属之戍守北疆。
秦二世二年九月，秦将章邯破杀楚将武信君项梁后，认为楚已经不足虑，遂北上击赵。后九月，王离率军围赵。
秦二世二年十月，楚懷王心分兵，拜宋义为上将军，项羽为次将，范增为末将，率军救赵；同时令沛公刘邦将砀郡兵西向攻秦。沛公先率楚军北上收陈胜、项梁散卒，至东郡，与王离军相遇。楚军击秦军于杠里，大破东郡尉与王离所率領的秦軍。宋义率楚军行至安阳按兵不动。
王离率军击赵，时人评曰：“王离秦之名将也。今将强秦之兵攻新造之赵举之必矣”。客曰：“不然。夫为将三世者必败。必败者何也？以其所杀伐多矣其后受其不祥。今王离已三世将矣。”
秦二世二年十一月，宋义按兵不动四十餘日，项羽心焦難耐，自稱奉怀王密令，刺杀宋义，並领军救赵。十二月，项羽军至鉅鹿南漳水，遣英布和蒲将军率兵二萬人渡河袭甬道、绝其军粮，项羽破釜沉舟渡河救赵，九战秦军大破之，王离被项羽所俘，部下苏角统其军战败阵亡，涉间誓死不降，遂自焚而死。王離被項羽親自斬殺。

## 後裔
传统谱牒学上，王离被认为是琅琊王氏、太原王氏之祖。王离战败，家人恐遭秦二世治罪，其子王元、王威避祸逃难。王元居琅琊，开创琅琊王氏；王威避居太原，始肇太原王氏。